# Raoul Lazar
Raoul Lazar est un artiste peintre et graveur abstrait français né le 14 janvier 1938 à Cholet, installé au Rayol-Canadel (Var).

## Biographie
Élève de l'École Estienne (École supérieure des arts et industries plastiques), Raoul Lazar est agrégé en arts plastiques en 1980.

## Contributions bibliophiliques
- André Liberati, Un faux hiver, des vers en prose, 11 poèmes enrichis de 11 gravures en taille-douce de Raoul Lazar, 25 exemplaires numérotés, 1987.
- Bernard Leibrich, Orne natal, 5 poèmes enrichis de 5 gravures sur bois de Raoul Lazar, 30 exemplaires numérotés, 1993.
- Jean-Pierre Cordier, À Tire d'elles, poèmes enrichis de 6 gravures sur bois de Raoul Lazar, 30 exemplaires numérotés.

## Expositions

### Expositions personnelles
- Galerie La Nouvelle gravure, Paris, 1972 (Gravures, papiers déchirés), 1988 (Un faux hiver, outremers noirs et blancs).
- Raoul Lazar - Peintures, gravures, Centre culturel de Saint-Pierre-des-Corps, 1979.
- Raoul Lazar - Écriture plurielle, Galerie Charras, Rouen.
- Raoul Lazar - Arrachés - Pli selon pli, Galerie 30, Paris, 1983.
- Galerie du Centre, Paris, avril-mai 1987[2].
- Raoul Lazar - Aires germinées, Centre culturel Le Triangle, Rennes, novembre 1990 - janvier 1991[3].
- Raoul Lazar - Empreintes et peintures, bibliothèque municipale de Mainvilliers, 2008[4].
- Raoul Lazar - Gravures, librairie L'Esperlette, Chartres, 2008.
- Raoul Lazar - Espaces marins, domaine de La Madrague, La Croix-Valmer, 2009.
- Raoul Lazar - Gravures, librairie Millepages, Vincennes, 2010.
- Espace / atelier de rencontres et pratiques artistiques, La Rochelle, mars 2019.

### Expositions collectives
- Biennale internationale de la gravure, Paris, 1972 ;; Ljubljana, 1973 ; Fredrickstadt (Norvège) et Frechen (Allemagne), 1974 et 1976.
- Salon international d'art, Toulon, 1974.
- Salon international d'art contemporain, Paris, 1974.
- Hommage à Jean Arp et à Magnelli, cercle Noroit, Arras, 1975.
- Intergraphik 76, Berlin, 1976.
- Salon de mai, Paris, 1976, 1977, 1982, 1991.
- Exposition internationale d'art du livre, Leipzig, 1977.
- Biennale européenne de la gravure, Mulhouse, 1978, 1986[5].
- Festival d'art provisoire, Le Mans, 1981, 1983.
- Nœuds et ligatures, Centre national des arts plastiques, Paris, 1983.
- Livres d'artistes / Lieu d'empreinte, UER des arts, Rennes, 1984.
- Galerie 30, Paris, 1986 (65x50), 1987 (Du construit à la lettre).
- La jeune gravure contemporaine, Paris, 1986, 1995.
- Le livre dans tous ses états, bibliothèque Louis-Aragon, Choisy-le-Roi, 1987.
- Livre en délire, médiathèque de Besançon, 1987.
- Du construit à la lettre, Centre Noroit, Arras et Galerie Art et essai, Université Rennes II, 1987 ; espace L'Orient, Lorient, 1988.
- Livres d'artistes, Maison du livre, de l'image et du son, Villeurbanne, 1988.
- Avant-goût, avant Prague, hôtel de département, Bobigny, 1988.
- Hommage à Krasno, Espace latino-américain, Paris, 1989.
- L'art du livre, Halle au blé, Saint-Malo, 1989.
- Cinquante ans de réflexion et d'action en art, Centre Noroit, Arras, 1990.
- Salon des réalités nouvelles, Paris, 1990, 2001, 2012, 2013.
- SAGA, Grand Palais, Paris, 1991.
- Extra-muros, Galerie Alessandro Vivas, Paris, 1991.
- Biennale d'arts graphiques, Saint-Maur, 1991.
- De Bonnard à Baselitz - Dix ans d'enrichissements du cabinet des estampes, Bibliothèque nationale de France, 1992[6],[7].
- Raoul Lazar, Verdiano Marzi, bibliothèque Henri-Vaysse, Bagnolet, 1993.
- Des livres et nous, Centre du livre d'artiste contemporain, Montataire, 1998.
- J'aime beaucoup ce que vous faites, médiathèque L'Apocalypse, Chartres, août 2013.
- 4e Biennale de gravure de Trizay, prieuré de Trizay, mai-septembre 2023[8],[9].

## Réception critique

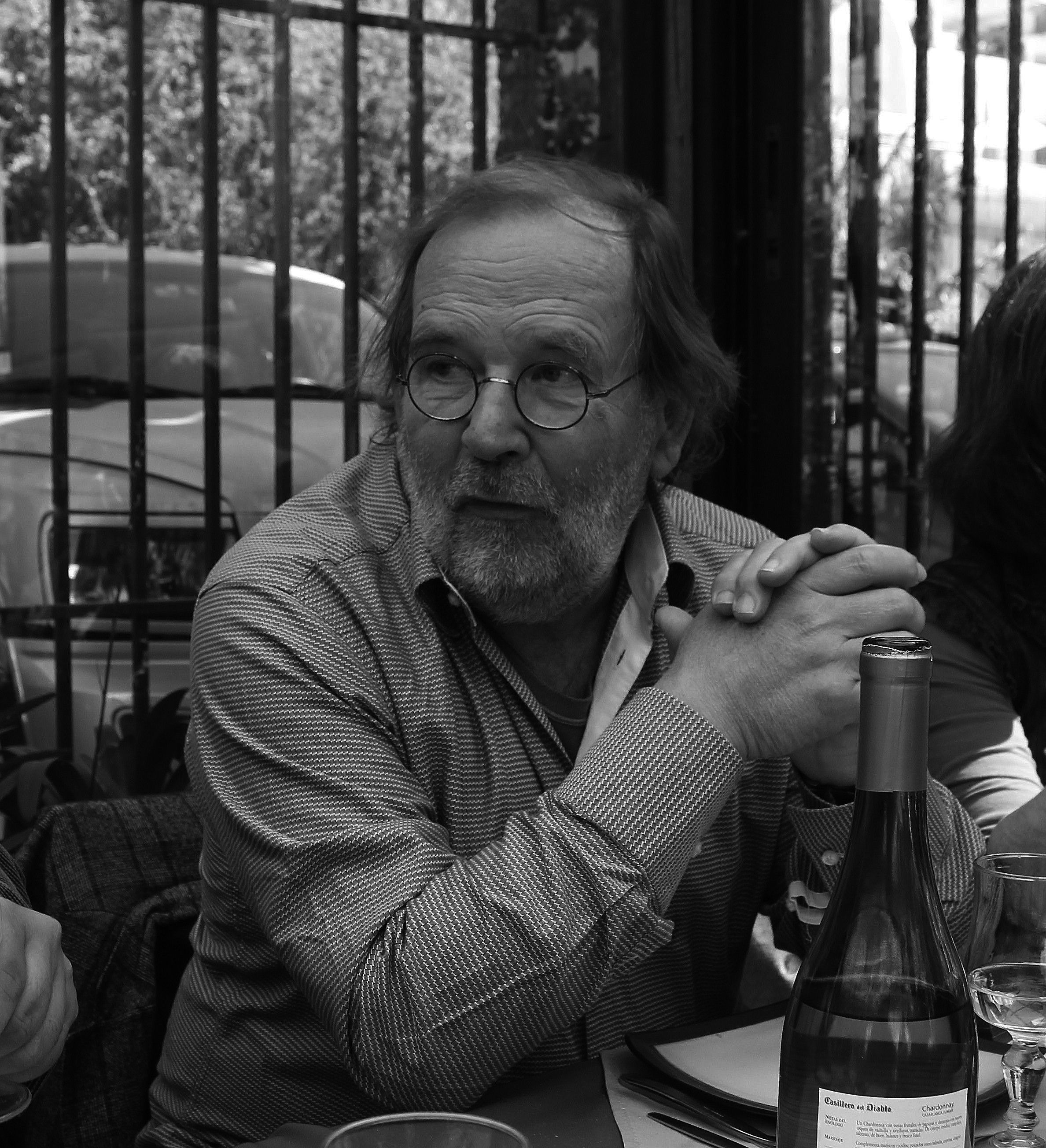
Jean-Louis Déotte

« Après avoir fait varier les matériaux (la ficelle, la couleur), les outils (centrant la création sur la presse), les produits (les couleurs encore comme liquides imprévisibles), les rapports à la matière (laissant venir s'exhiber la matérialité du matériau), Lazar s'inquiète de ne pas avoir assez respecté l'eidos de la gravure, de ne pas lui avoir assez rendu hommage. C'est aussi qu'il résiste, qu'il réclame son dû si on l'a manqué, si l'on n'a pas assez tenu compte des invariants de la gravure, car "c'est la matrice qui fait la gravure et non seulement le travail de la presse". D'où l'existence, dans l'œuvre achevée, de pouvoir repérer un élément prouvant l'existence d'une forme qui est à l'origine du travail. »

— Jean-Louis Déotte.

« Raoul Lazar a conçu son Manuscrit solipsiste comme un texte palimpseste qui s'efface au fur et à mesure de la lecture. L'artiste travaille sur le texte et sur la marge, sur le pavé typographique et l'espace de repos. Il oblitère la marge à chaque page, ce qui a pour conséquence de modifier la trame structurelle du texte. Les reports aléatoires de fil, collé ou arraché, déterminent les graphes. Le livre est terminé lorsque le mode d'oblitération de l'assemblage trame-chaîne a achevé son travail de transformation sur tout le texte grillagé de page en page selon l'idée d'épuisement visuel et mental, de combinaisons presque infinies des signes - sémantiques et plastiques - dans l'espace. »

— François Lenel.

## Collections publiques
- Artothèque de l'espace Jacques-Prévert, Mers-les-Bains, Composition abstraite, gravure au carborundum et aquatinte 90x60cm.
- Département des estampes et de la photographie de la Bibliothèque nationale de France, Paris, deux œuvres dont Attraction bleue, aquatinte, 1974[6].
- Musée national d'art moderne, Paris.
- Fonds national d'art contemporain, Puteaux.
- Fonds régional d'art contemporain de Bretagne, Rennes, Glyphes et graphes - Manuscrit solipsiste, 12 planches (aquatinte et technique mixte) 28x39cm[11].